# Kasnovečernja televizija
Kasnovečernja televizija naziv je za televizijske programe koji se emitiraju kasno noću, od otprilike 23 sata do 2 sata ujutro. Kasnovečernji se programi emitiraju nakon udarnog termina. Nakon kasnovečernje televizije kod većeg dijela TV mreža dolazi do završetka emitiranja programa, a dalje se emitiraju samo reklame ili reprize.
Izraz je popularan u SAD-u i Kanadi pod nazivom "late night" i sinonim je za kasnovečernji talk show, vrstu komedijskog talk showa. Zbog toga se kasnovečernjoj televiziji pridodaje veća važnost u Sjevernoj Americi nego u ostatku svijeta. Na većinih glavnih TV mreža, takav program obično započinje kasnim vijestima, u Kanadi posebno zbog zakona o postotku emitiranja programa originalnog sadržaja koji se mora ispuniti svaki dan.
U Ujedinjenom Kraljevstvu, vrijeme namijenjeno za kasnovečernji program je od 23:00 do 00:30 i ne smatra se prioritetnim terminom; mreže ITV i Channel 4 prikazuju reprize, dok BBC-ovi mreže većinom prikazuju informativni program, filmove ili dokumentarce. Australske mreže često prikazuju američke emisije, nisko-prioritetne uvozne serijale ili kasvečernje sportske programe.
Na kabelskoj televiziji, obično se u ovom terminu prikazuju reprize iz udarnog termina, dok se dječji kanali obično odjavljuju program i prikazuju odrasliji sadržaj preuzet s drugih TV mreža. Primjer je dječji kanal Nickelodeon, koji se prebacuje u kanal Nick at Nite nakon što većina djece preadolescentne dobi idu spavati. Nick at Nite obično prikazuje televizijske serije, poput repriza sitcoma koji sadrže grublji jezik i odrasliju tematiku.
Japanska kasnovečernja televizija namijenjena je emitiranju anime programa s odraslijim sadržajem. Ovo je također slučaj s američkim dječjim kanalom Cartoon Network, koji tijekom dana prikazuje dječji sadržaj, dok se navečer prebacuje u Adult Swim brend.
U Hrvatskoj, kasnovečernji se termin ne smatra posebno važnim kao što je primjer Sjeverne Amerike, u tom se terminu obično prikazuju igrani filmovi ili informativne emisije.